# Hackensack River

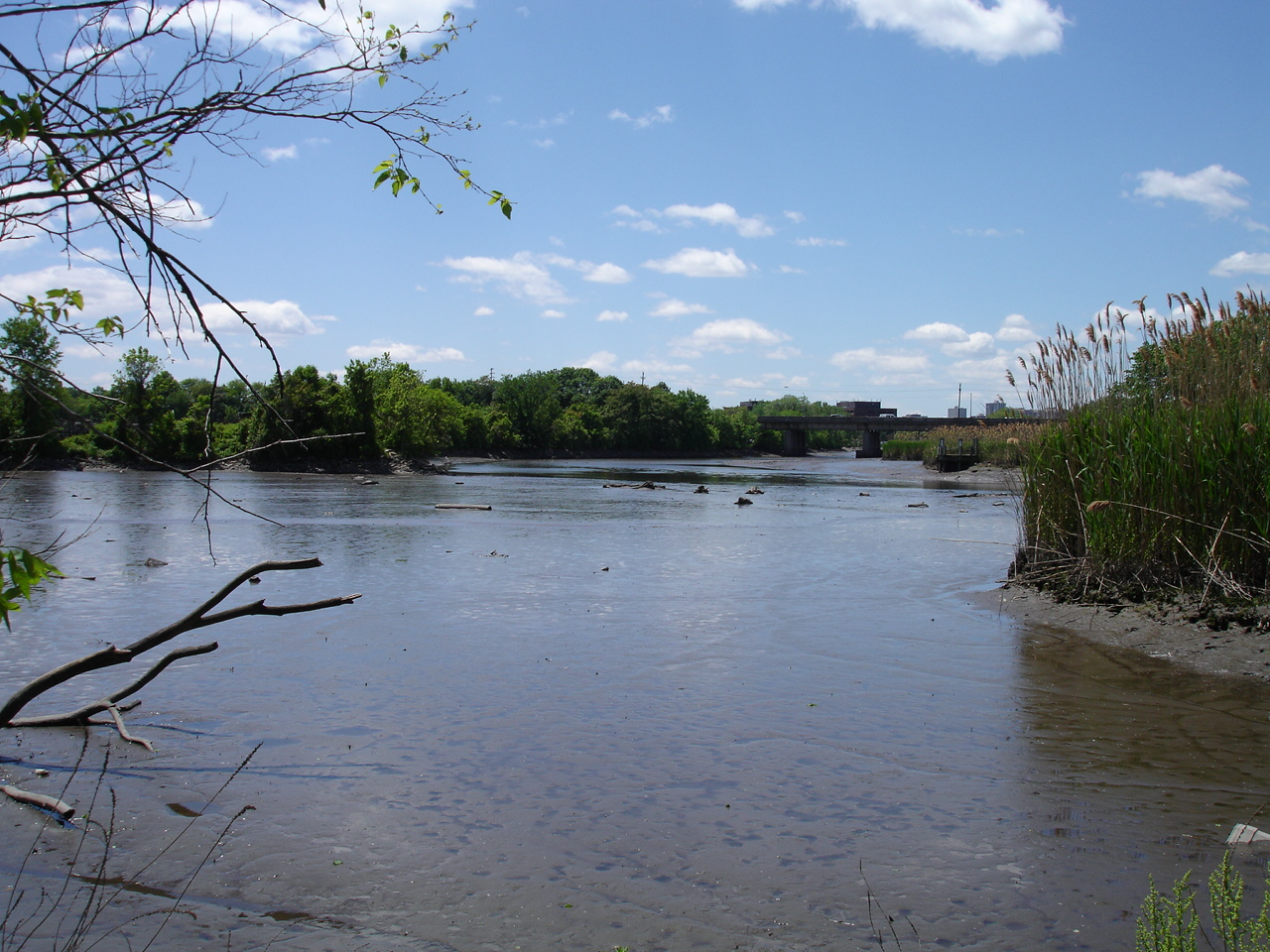
Hackensack River vid Teaneck, New Jersey.

Hackensack River är en 72 km lång flod i de amerikanska delstaterna New York och New Jersey. Floden har sin källa vid West Haverstraw i Rockland County, New York, och rinner därifrån söderut parallellt med Hudsonfloden genom nordöstra New Jersey. Den förenas med Passaic River vid utflödet i Newark Bay mellan Jersey City och Kearny i Hudson County.
Floden är navigerbar för sjöfart upp till staden Hackensack. På grund av flodregleringen, läget i New Yorks tätbebyggda storstadsregion och de många industrierna vid floden var den på 1960-talet en av de mest kraftigt förorenade i hela USA, men har därefter delvis kunnat återfå ett stabilt ekosystem genom omfattande reningsåtgärder.